# Phacophallus parumpunctatus
Phacophallus parumpunctatus – gatunek chrząszcza z rodziny kusakowatych i podrodziny kusaków. Znany ze wszystkich krain zoogeograficznych.

## Taksonomia
Gatunek ten opisany został po raz pierwszy w 1827 roku przez Leonarda Gyllenhaala pod nazwą Staphylinus parumpunctatus. Jako lokalizacją typową wskazano Szwecję.

## Morfologia
Chrząszcz o wąskim, wydłużonym ciele długości od 5,5 do 6,5 mm. Oskórek jest błyszczący, pozbawiony mikrorzeźby. Głowa jest czarna z czerwonobrunatnymi czułkami i głaszczkami, rozszerzająca się ku tyłowi w zarysie, o powierzchni pokrytej szeroko rozstawionymi, dużymi, głębokimi punktami, zaopatrzona w bardzo głębokie bruzdy czołowe, z których zewnętrzne osiągają środek jej długości. Przedplecze jest czarne, w zarysie zwężające się ku tyłowi, zaopatrzone w grzbietowe szeregi liczące po pięć lub sześć punktów. Pokrywy są dłuższe od przedplecza, czarne z brunatnymi bokami i tyłem. Na powierzchni każdej z nich znajdują się trzy nieregularne szeregi większych punktów. Barwa odnóży jest czerwonobrunatna. Odwłok jest czarny z brunatnym wierzchołkiem, pokryty rozproszonym, delikatnym punktowaniem. Genitalia samca cechują się edeagusem pozbawionym paramer.

## Ekologia i występowanie
Owad ten bytuje wśród rozkładających się szczątków organicznych. Częsty jest w środowiskach synantropijnych takich jak stajnie, obory, szklarnie i ziemia kompostowa. Szczyt pojawu postaci dorosłych przypada na jesień i wczesną wiosnę. Przylatają do sztucznych źródeł światła.
Gatunek o szerokim zasięgu. W Europie znany jest z Irlandii, Wielkiej Brytanii, Portugalii, Hiszpanii, Francji, Belgii, Luksemburgu, Holandii, Niemiec, Szwajcarii, Austrii, Włoch, Danii, Szwecji, Norwegii, Finlandii, Estonii, Łotwy, Litwy, Polski, Czech, Słowacji, Węgier, Ukrainy, Rumunii, Bułgarii, Słowenii, Chorwacji, Bośni i Hercegowiny, Serbii, Czarnogóry, Grecji i europejskiej części Rosji. W Afryce stwierdzono jego występowanie na Azorach, Wyspach Kanaryjskich, Maderze, w Maroku, Algierii, Tunezji, Libii, Egipcie, Wyspach Zielonego Przylądka, Etiopii, Gabonie, Beninie, Kongu, Kenii, Tanzanii, Południowej Afryce i Lesotho. W Azji znany jest z Syberii, Turcji, Japonii, Indii i Indonezji. W krainie australijskiej podawany jest z Nowej Gwinei, Nowej Kaledonii, Samoa, Australii i Hawajów. W Ameryce Północnej notowany jest z Kanady, Stanów Zjednoczonych i Antyli.